# Premio Guldbagge per la miglior attrice

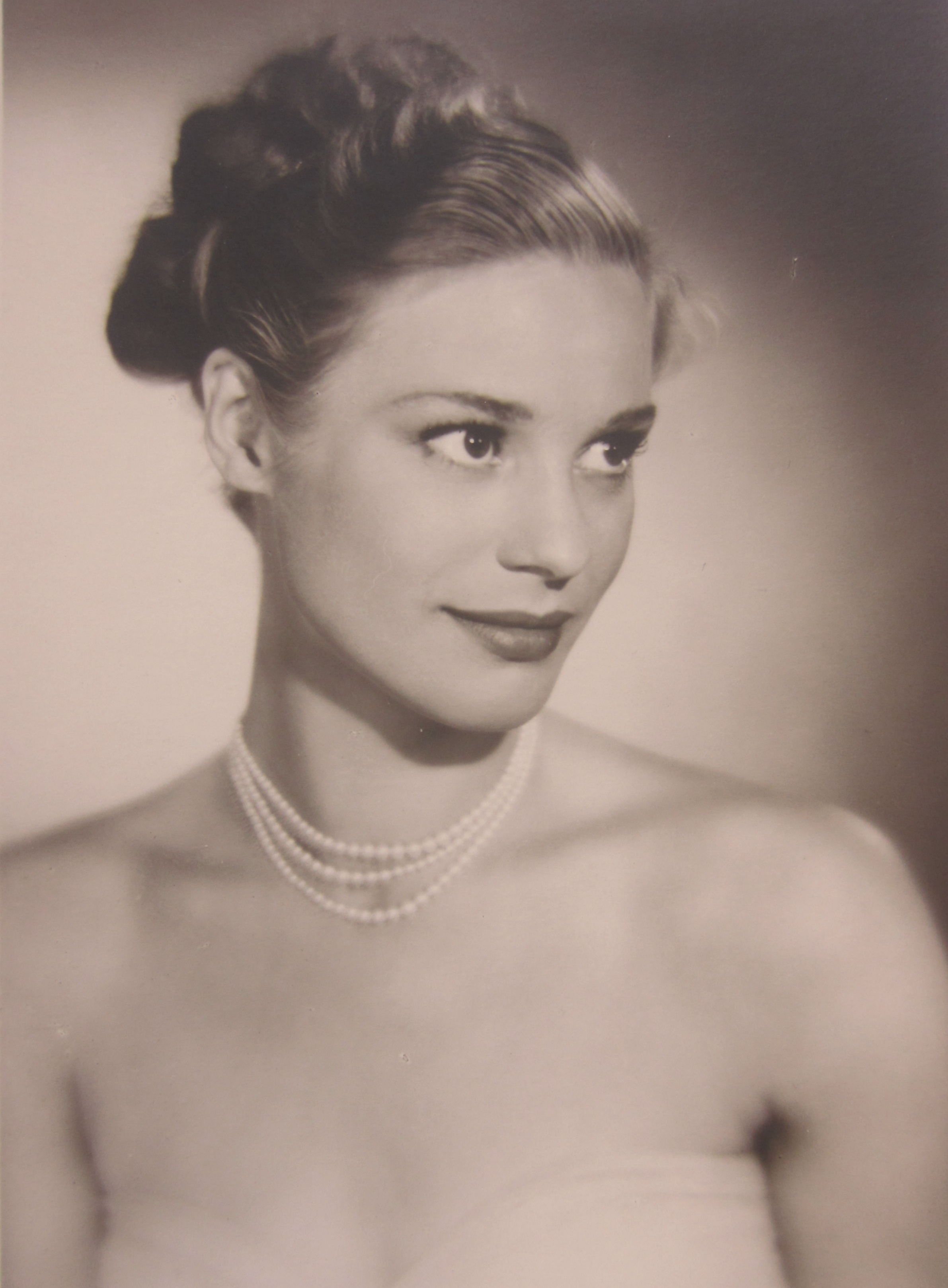
Ingrid Thulin è stata la prima attrice a conquistare il premio

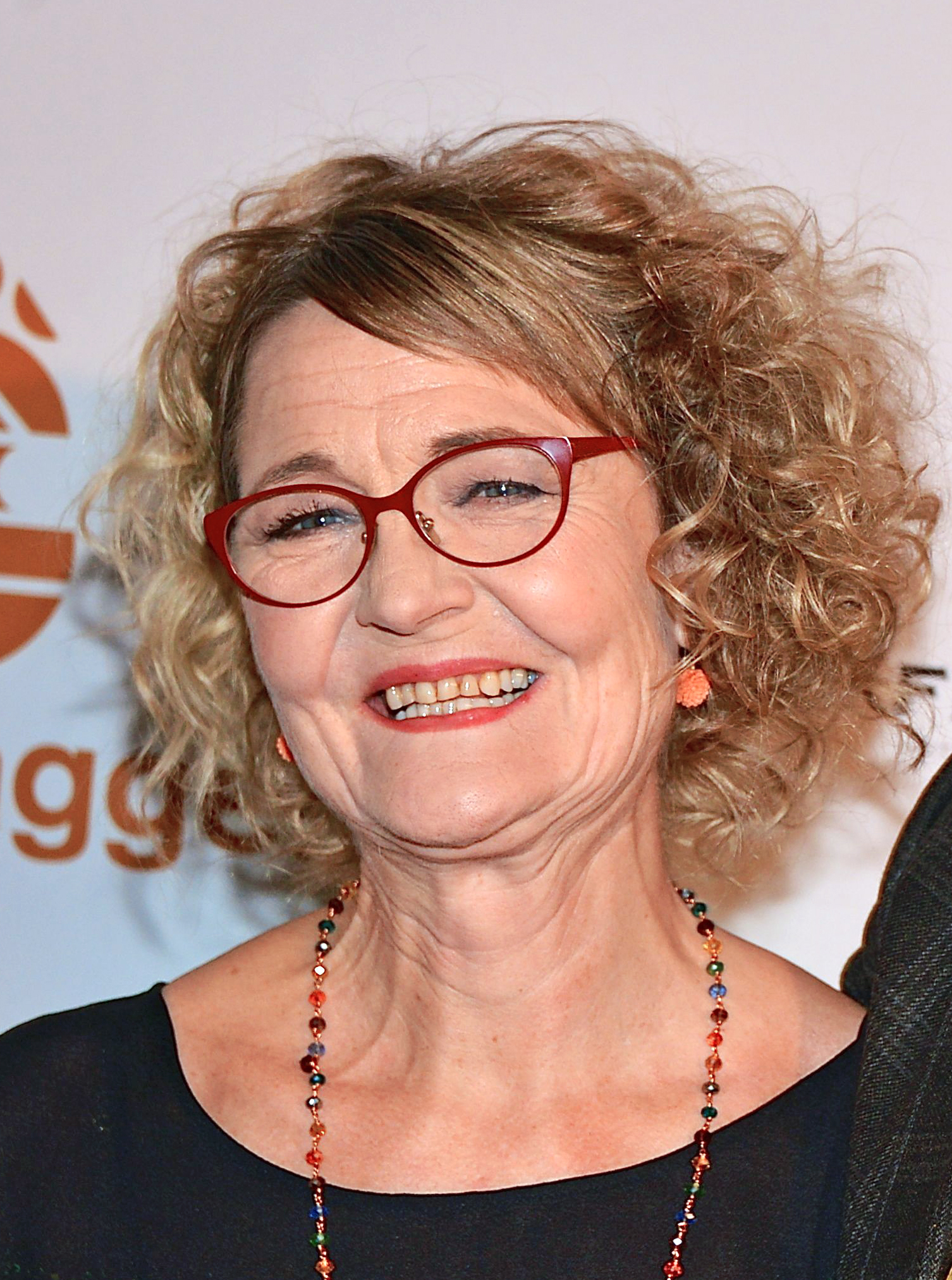
Ann Petrén ha conquistato il premio due volte

Il Premio Guldbagge per la miglior attrice (Guldbaggen för bästa kvinnliga huvudroll) è un premio assegnato annualmente dal 1964 nell'ambito del premio svedese di cinematografia Guldbagge alla migliore attrice dell'anno in produzioni nazionali. L'unica attrice ad avere conquistato il premio tre volte è Malin Ek.

## Albo d'oro
I vincitori sono indicati in grassetto, a seguire gli altri candidati.

### Anni 1960-1969
- 1964: - Ingrid Thulin - Il silenzio (Tystnaden)
- 1965: - Eva Dahlbeck - Kattorna
- 1966: - Christina Schollin - Ormen - La frusta del sesso (Ormen)
- 1967: - Bibi Andersson - Persona
- 1968: - Lena Nyman - Io sono curiosa (Jag är nyfiken - en film i gult) e Jag är nyfiken - en film i blått
- 1969: - Liv Ullmann - La vergogna (Skammen)

### Anni 1970-1979
- 1970: - Anita Ekström - Jänken
- 1971: - non assegnato
- 1972: - Monica Zetterlund - Äppelkriget e La nuova terra (Nybyggarna)
- 1973: - Harriet Andersson - Sussurri e grida (Viskningar och rop)
- 1974: - Inga Tidblad - Pistolen
- 1975: - Lis Nilheim - Maria
- 1976: - Margaretha Krook - Släpp fångarne loss, det är vår!
- 1977: - Birgitta Valberg - Paradistorg
- 1978: - Lil Terselius - Den allvarsamma leken
- 1979: - Sif Ruud - En vandring i solen

### Anni 1980-1989
- 1980: - non assegnato
- 1981: - Gunn Wållgren - Sally och friheten
- 1982: - Sunniva Lindekleiv, Lise Fjeldstad e Rønnaug Alten - Liten Ida
- 1983: - Malin Ek - Mamma (ex aequo) Kim Anderzon - Andra dansen
- 1984: - Gunilla Nyroos - Berget på månens baksida
- 1985: - Malin Ek - Falsk som vatten
- 1986: - Stina Ekblad - Amorosa e Ormens väg på hälleberget
- 1987: - Lene Brøndum - Hip hip hurra!
- 1988: - Lena T. Hansson - Livsfarlig film
- 1989: - Viveka Seldahl - S/Y Glädjen

### Anni 1990-1999
- 1990: - Malin Ek - Skyddsängeln
- 1991: - Gunilla Röör - Freud flyttar hemifrån...
  - Ghita Nørby - Freud flyttar hemifrån...
  - Gloria Tapia - Agnes Cecilia – En sällsam historia
- 1992: - Pernilla August - Con le migliori intenzioni (Den goda viljan)
  - Helena Bergström - Änglagård
  - Tova Magnusson Norling - Svart Lucia
- 1993: - Helena Bergström - Pariserhjulet e Sista dansen
  - Basia Frydman - Colpo di fionda (Kådisbellan)
  - Marika Lagercrantz - Drömmen om Rita e Morfars resa
- 1994: - Suzanne Reuter - Yrrol – En kolossalt genomtänkt film
  - Angeles Cruz - La hija del Puma
  - Viveka Seldahl - Änglagård – Andra sommaren
- 1995: - Gunilla Röör - Sommaren
  - Marika Lagercrantz - Passioni proibite (Lust och fägring stor)
  - Stina Ekblad - Pensione Oskar (Pensionat Oskar)
- 1996: - Ghita Nørby - Hamsun
  - Gunilla Nyroos - Rusar i hans famn
  - Lina Englund - Vinterviken
- 1997: - Johanna Sällström - Under ytan
  - Camilla Lundén - Spring för livet
  - Lena Endre - Spring för livet
- 1998: - Alexandra Dahlström e Rebecka Liljeberg - Fucking Åmål - Il coraggio di amare (Fucking Åmål)
  - Lena Endre - Sanna ögonblick
  - Anna Wallander - Hela härligheten
- 1999: - Katarina Ewerlöf - Tomten är far till alla barnen
  - Harriet Andersson - Happy End
  - Regina Lund - Sjön

### Anni 2000-2009
- 2000: - Lena Endre - L'infedele (Trolösa)
  - Sara Sommerfeld - Vingar av glas
  - Lia Boysen - Det nya landet
- 2001: - Viveka Seldahl - En sång för Martin
  - Maria Lundqvist - Familjehemligheter
  - Helena Bergström - Sprängaren
- 2002: - Oksana Akinshina - Lilja 4-ever
  - Elisabet Carlsson - Grabben i graven bredvid
  - Tuva Novotny- Den osynlige
- 2003: - Ann Petrén - Alle prime luci dell'alba (Om jag vänder mig om)
  - Pernilla August - Detaljer
  - Livia Millhagen - Miffo
- 2004: - Maria Kulle - Fyra nyanser av brunt
  - Sofia Helin- L'amore non basta mai (Masjävlar)
  - Frida Hallgren- As It Is in Heaven (Så som i himmelen)
- 2005: - Maria Lundqvist - Due madri per Eero (Äideistä parhain)
  - Tuva Novotny - Fyra veckor i juni
  - Amanda Ooms - Harrys döttrar
- 2006: - Haddy Jallow - Säg att du älskar mig
  - Oldoz Javidi- Racconti da Stoccolma (När mörkret faller)
  - Amanda Ooms - Searching
- 2007: - Sofia Ledarp - Den man älskar
  - Julia Högberg - Den nya människan
  - Michelle Meadows - Darling
- 2008: - Maria Heiskanen - Maria Larssons eviga ögonblick
  - Lena Endre - Himlens hjärta
  - Cecilia Milocco - Involuntary (De ofrivilliga)
- 2009: - Noomi Rapace - Uomini che odiano le donne (Män som hatar kvinnor)
  - Malin Crépin - I skuggan av värmen
  - Stina Ekblad - Det enda rationella

### Anni 2010-2019
- 2010: - Alicia Vikander - Till det som är vackert
  - Noomi Rapace - Beyond (Svinalängorna)
  - Pernilla August - Miss Kicki
- 2011: - Ann Petrén - Happy End
  - Helen Sjöholm - Simon och ekarna
  - Magdalena Poplawska - Between Two Fires
- 2012: - Nermina Lukac - Äta sova dö
  - Pernilla August - Call Girl
  - Linda Molin - Bitchkram
- 2013: - Edda Magnason - Monica Z
  - Anna Odell - The Reunion
  - Gunilla Röör- En gång om året
- 2014: - Saga Becker - Nånting måste gå sönder
  - Lisa Loven Kongsli - Forza maggiore (Turist)
  - Vera Vitali - Min så kallade pappa
- 2015: - Malin Levanon - Tjuvheder
  - Shima Niavarani- She's Wild Again Tonight
  - Felice Jankell - Unga Sophie Bell
- 2016: - Maria Sundbom - Flickan, mamman och demonerna
  - Karin Franz Körlof - Den allvarsamma leken
  - Tuva Jagell - Pojkarna
  - Jessica Szoppe - Sophelikoptern
- 2017: - Lene Cecilia Sparrok - Sami Blood (Sameblood)
  - Evin Ahmad - Dröm vidare
  - Jennie Silfverhjelm - All Inclusive
  - Mia Skäringer - Solsidan
- 2018: - Eva Melander - Border - Creature di confine (Gräns)
  - Alba August - Unga Astrid
  - Zahraa Aldoujaili - Amatörer
  - Leonore Ekstrand- Toppen av ingenting
- 2019: - Emelie Garbers - Aniara
  - Pernilla August - Britt-Marie var här
  - Vigdis Hentze Björck- Fågelfångarens Son
  - Sanna Sundqvist - Call Mom!

### Anni 2020-2029
- 2020: - Ane Dahl Torp - Charter
  - Irma von Platen - Inland
  - Josefin Neldén - Psykos i Stockholm
  - Josefine Stofkoper - Psykos i Stockholm
- 2021: - Sofia Kappel - Pleasure
  - Lisa Carlehed - Utvandrarna
  - Wendy Chinchilla Araya- Clara Sola
  - Cecilia Milocco - Knackningar
- 2022: - Sigrid Johnson - Comedy Queen
  - Bahar Pars - Maya Nilo (Laura)
  - Vera Vitali - Länge leve Bonusfamiljen
  - Katia Winter - Året jag slutade prestera och började onanera
- 2023: - Marall Nasiri - Opponent (Motståndaren)
  - Karin Franz Körlof- En dag kommer allt det här bli ditt
  - Lena Olin - Andra akten
  - Sanna Sundqvist - Grazie. E scusa. (Tack och förlåt)
- 2024: - Bianca Kronlöf - Så länge hjärtat slår
  - Mzia Arabuli - Crossing
  - Asta Kamma August - Hypnosen
  - Josefin Neldén - Den svenska torpeden